# Růžodol I
Růžodol I – część miasta ustawowego Liberec. Znajduje się w północnej części miasta. Zarejestrowanych jest tutaj 1 559 adresów i mieszka na stałe ponad 2 000 osób.